# 黑駒勝藏
黑駒勝藏（黒駒 勝蔵，くろこまの かつぞう，本名：小池 勝藏（小池 勝蔵，こいけ かつぞう），1832年（天保3年）？- 1871年11月26日（明治4年10月14日））是幕末的俠客，尊王攘夷派的志士。

## 略歷

### 從出生到博徒時代

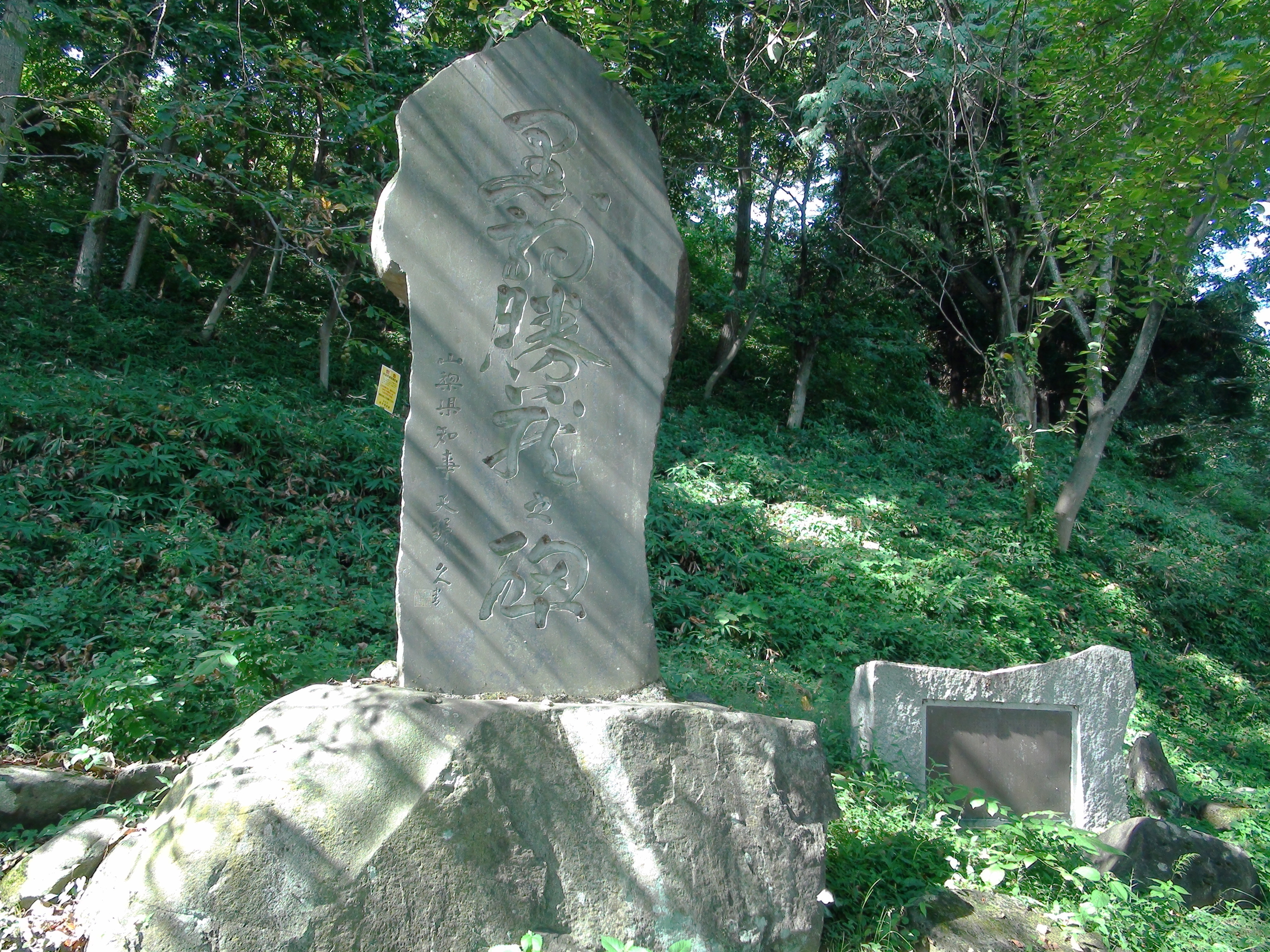
黑駒勝藏紀念碑
山梨縣知事天野久書（2010年9月拍攝）

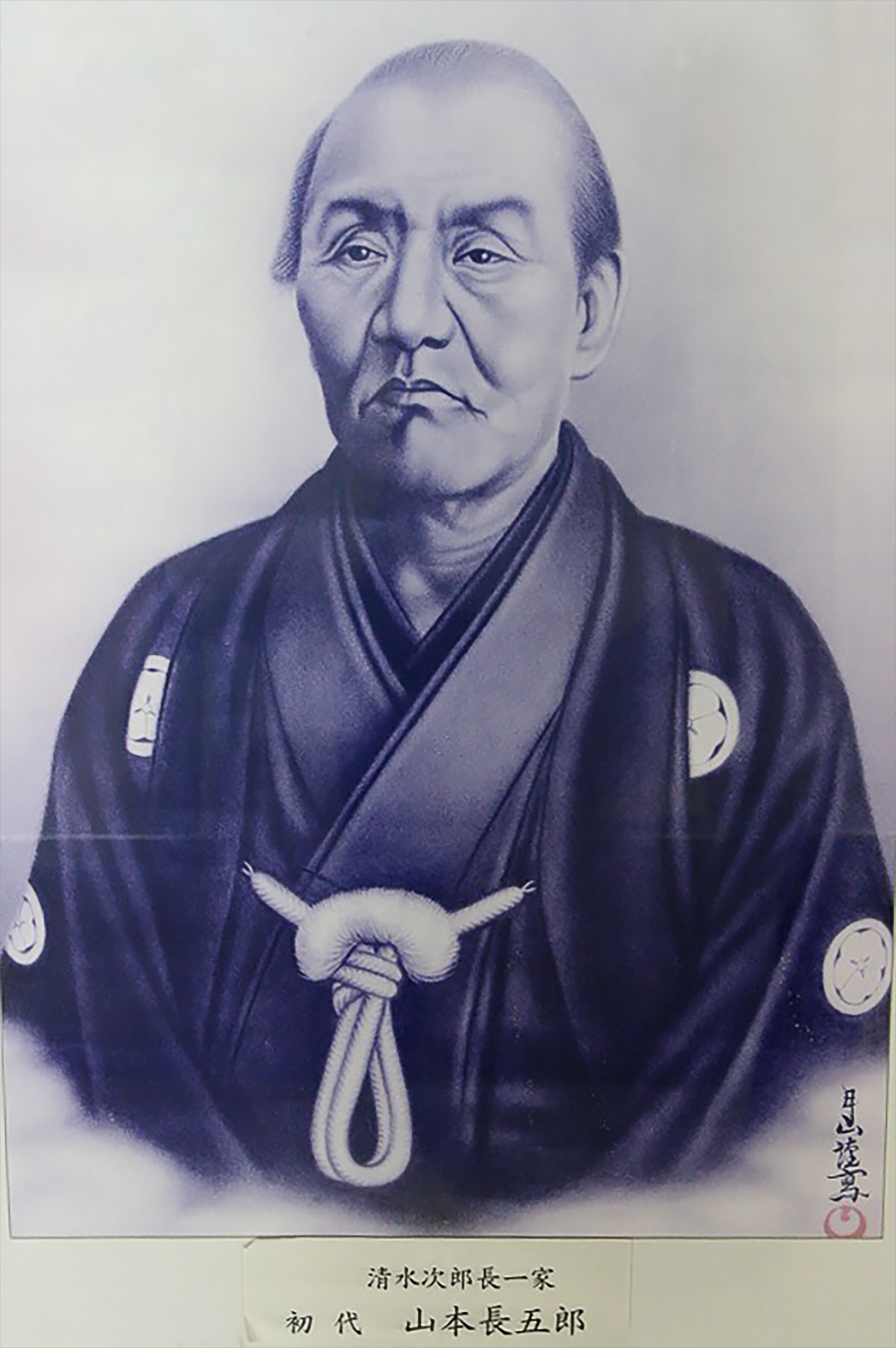
清水次郎長（山本長五郎）

黑駒勝藏是甲斐國八代郡上黑駒村若宮（現山梨縣笛吹市御坂町上黑駒）的名主・小池嘉兵衛的次子。
幼時期時，村內神座山上鎮座的檜峯神社的神主・武藤外記於嘉永5年（1852年）開設的私塾・振鷺堂進修。勝藏後來參與尊皇攘夷運動，因此有人認為他受到武藤外記與藤太父子的國學思想影響。
安政3年（1856年）7月時，勝藏離家出走成為竹居村（笛吹市御坂町竹居・笛吹市八代町竹居）中村甚兵衛的部下。竹居村是上黑駒村的鄰村，和上黑駒藏一樣由石和代官管理，檜峯神社的神領也分布在此。竹居安五郎是中村甚兵衛的弟弟。
這段時間，甲斐國的甲府三井卯吉及其手下國分三藏、祐天仙之助勢力強大，三井卯吉的勢力與中村兄弟及鴨狩津向村的津向文吉等博徒勢力對立。津向文吉以富士川的舟運為活動範圍，並與駿河的清水次郎長結盟。
嘉永2年（1849年）時，津向文吉被捕，流放至八丈島，脫離博徒間的抗爭。此外，嘉永4年（1851年），竹居安五郎也被捕，遠流至伊豆國的新島。由此，甲斐國進入一個沒有與三井卯吉及其手下國分三藏、祐天仙之助的勢力對立的博徒的空白期。
嘉永6年（1853年）6月8日，利用美國的馬修·佩里率領的艦隊來到江戶的時機，竹居安五郎從新島逃離，回到甲斐並恢復勢力。安政4年（1857年）正月，甲府發生三井卯吉被敵對的小天狗龜吉等流氓聯合部隊殺害的事件。黑駒勝藏在安政3年（1856年）7月成為中村甚兵衛的部下，雙方建立同盟關係。由此，甲斐國展開竹居安五郎、黑駒勝藏與國分三藏、祐天仙之助的敵對結構的抗爭。
勝藏作為中村家的有力部下，以上黑駒村戶倉為據點，與國分三藏、祐天仙之助展開抗爭，同時對抗探索安五郎的甲州代官及關東取締出役的手代。文久元年（1861年）3月左右，勝藏在金川河原與國分三藏發生衝突。此後，與國分三藏之間進行多次的衝突。
勝藏與甲斐國外的駿河、伊豆、伊勢的博徒建立深厚的關係，並與駿河的宮島年藏、伊豆的赤鬼金平、大場久八以及伊勢的丹波屋傳兵衛結盟。文久元年10月，在東海道的菊川宿（靜岡縣島田市菊川）舉行駿河的博徒清水次郎長與伊豆下田的赤鬼金平的手打式。勝藏以金平派的身份參加這次手打式，並在此時與次郎長見面。文久2年（1862年），竹居安五郎被石和代官所的手代捕獲並死於獄中。勝藏將安五郎的手下集合在黑駒一家，以上黑駒村戶倉為據點，作為甲州博徒的大頭目，聲名遠播關八州。
文久3年（1863年）3月15日，勝藏襲擊勝沼的祐天仙之助宅和國分三藏宅，但祐天迅速逃跑，三藏則用準備好的火槍擊退勝藏一夥。值得注意的是，三藏在此之後通常被認為失蹤，但根據後述的新出史料發現，他在當地直到明治維新期間仍然活躍。
同年，勝藏進入東海道筋，襲擊清水次郎長的勢力範圍，包括駿河岩淵河岸和興津宿。5月10日，他在天龍川與次郎長、大和田友藏聯合對峙，但未發生衝突而撤退。同年6月6日，勝藏潛伏在三河國的博徒雲風龜吉處所，但遭到次郎長的襲擊，導致5名部下被殺。
元治元年（1864年）4月回到甲斐，調達兵器和人員，雖然受到甲府勤番的注視，但在10月17日的夜晚，突襲了竹居安五郎的敵人犬上郡次郎所藏身的勝沼町等等力的萬福寺，並且斬下郡次郎的首級。殺害郡次郎後，接下來躲避官吏和敵對的博徒的追擊，潛伏在御坂山地。
慶應元年（1865年）7月，石和代官所進行大規模的山狩，黑駒勝藏逃往甲斐國外。慶應2年（1866年）4月6日，荒神山的出入口發生事件。
世田谷領代官大場家文書中，保存有慶應2年6月的勝藏一黨50名的人相書「關東御取締歎願甲州集盜人相書」，由此可見勝藏與大批手下游走於東海道。這份人相書中，勝藏自身僅被記載為「中等身長皮膚白皙（中丈にて色白し）」，並未充分傳達其身體特徵，但同行的兄弟和部下的出身、人相、年齡則詳盡記載，因此是一份珍貴的史料。

### 勝藏的明治維新

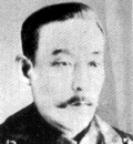
四条隆謌

勝藏被認為受到尊皇攘夷的影響，高橋敏指出，上黑駒村的神主武藤家開設了受到尊皇攘夷思想影響的國學塾，可能對勝藏產生影響。根據『元治甲子 官武通紀』收錄的元治元年（1864年）4月，甲府代官加藤余十郎對上黑駒村附近情勢的調查報告中，記載勝藏與浪士共同計畫占領甲府城的謠言。
勝藏離開甲斐後，與岐阜的水野彌太郎一起躲藏。
慶應4年（1868年）正月時，黑駒一家解散，並化名為「小宮山勝藏」，加入彌太郎的手下也加入的草莽隊中的赤報隊。
勝藏雖然支持官軍並參加戊辰戰爭，但赤報隊卻被新政府軍視為「偽官軍」而受到懲罰，隊長相樂總三被處刑，水野彌太郎也被捕而獄中去世。因此，赤報隊解散，勝藏在京都隨行於四條隆謌的徵兵七番隊（後來改為第一遊擊隊），並以「池田勝馬」的化名自稱。『檜峰神社 武藤家日記』中慶應4年4月5日及同年4月28日的條目記載勝藏上洛期間的情況，提到八王子的甲州屋與衛門的孩子，後來成為江戶深川八幡的神主古屋家的養子，並在京都成為白川家的役人「古川但馬守」。古川是勝藏的表親，勝藏隨行於四條隆謌的背景也可能與古川的關係有關。
慶應4年5月，經過駿府、江戶，參加仙台戰爭。
戊辰戰爭結束後，在明治3年（1870年）的兵制改革中，勝藏所在的徵兵七番隊解散。根據『山梨縣史』（舊縣史）明治3年（1870年）11月・明治5年（1872年）2月條記載，勝藏在此之前已返回甲斐，並向新政府請願開採甲斐的黑川金山，開始相關事業。黑川金山位於甲州市鹽山上萩原，早在戰國時代就已開發，但在江戶時代初期採礦量減少，隨後關閉。隨後在明治4年（1871年）2月2日，勝藏因逃脫嫌疑被捕入獄，並於同年10月14日在山梨縣甲府市酒折附近的山崎處刑場被斬首（「黑駒勝藏口供書」）。勝藏的處刑被認為是在秘密執行，但關於處刑日期，個人藏的「黑駒勝藏紙位碑」上記載的勝藏忌日與明治4年2月7日不同，推測勝藏在入獄時已經去世，因而被記入位牌。

## 人物

### 黑駒勝藏與那須信吾

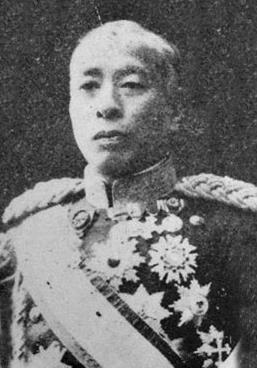
田中光顯

1913年（大正2年）由甲州財閥的其中一位堀內良平所著的『勤王俠客 黑駒勝藏』中，記載勝藏與與土佐藩的鄉士那須信吾（1829年 - 1863年）之間的關係逸事。那須信吾是伯爵田中光顯的叔父，加入土佐勤王黨並在文久2年（1862年）5月6日與同伴一起暗殺土佐藩的參政吉田東洋。那須信吾此後逃亡至長州藩，在文久3年（1863年）8月17日參與大和國的天誅組之變，並於同年9月24日戰死。
『勤王俠客 黑駒勝藏』雖然是虛構作品，但卻利用聽取調查的成果來編寫。根據該書，文久2年（1862年）那須信吾化名為「石原幾之進」拜訪勝藏，並在同年9月之前居住在勝藏處，促使勝藏參加天誅組之變。根據該書，田中光顯讀完該書後，對那須信吾的足跡變得明朗表示高興，並於1926年（大正15年）1月10日拜訪靜岡縣蒲原的田中，獲得田中的感謝。當時田中被要求協助完成自1918年（大正7年）起在國民新聞上連載的『近世日本國民史』，這亦成為堀內通過田中將甲州財閥的根津嘉一郎與德富蘇峰聯繫在一起的契機。

### 黑駒勝藏的肖像
位於山梨縣笛吹市御坂町上黑駒的黑駒勝藏的菩提寺稱願寺裡保存著勝藏的肖像畫。勝藏的肖像尺寸為縱86.9公分，橫56.3公分。年代不詳，但軸的背面書寫著「寄進 為菩提勤王俠客黑駒勝藏之」，強調勝藏與天皇的關係。

### 另一個「勝藏」
根據『坂田家御用日記』，在安政4年（1857年）正月，甲府發生竹居安五郎和黑駒勝藏的敵對勢力三井卯吉被對立的博徒聯合部隊殺害的事件，而卯吉的殺害犯之一是和泉村（南阿爾卑斯市）的無宿「勝藏」，但這被判定為與黑駒勝藏是不同的人。
此外，八代郡夏目原村（御坂町夏目原）的河野家資料中有一份題為「口上」的信件，日期為年未詳的「寅之極月二十六日（寅ノ極月廿六日）」，宛名為上黑駒的正覺院，發信者為同村的賣主「勝蔵」。內容是「身代金之義（身代金ノ義）」。
「口上」與「舌代」、「口演」一同在近世期的山梨縣地域文書中多次出現，並且多次使用「一寸」一詞，因此被認為是傳達原本應以口頭方式傳達的簡易內容的文書性質。髙橋修將其定義為「一寸狀（ちょっとじょう）」，並且將頻繁交流的一寸狀範圍定義為「一寸狀圏」，約為半徑5-6公里。
河野家資料「口上」中所記載的「上黑駒之勝藏」是否與黑駒勝藏為同一人物正受到重視，然而夏目原村位於上黑駒村的「一寸狀圏」範圍內，此外，竹居安五郎的竹居村和黑駒勝藏的部下綱五郎的鹽田村（笛吹市一宮町鹽田）也都包含在「一寸狀圏」之內，因此，「一寸狀」的分析在考察勝藏等博徒的活動時值得關注。

## 新發現的史料中的勝藏
2013年（平成25年）在山梨縣立博物館舉辦的企劃展『黑駒勝藏對清水次郎長-時代的流氓們-』展覽中，透過調查活動，發現關於勝藏的新史料。
這是八代郡夏目原村（笛吹市御坂町夏目原）的河野家傳來的「河野家資料」中的兩通文書「無宿勝藏・綱五郎動靜ニ付書置」（為了方便起見，這兩份文件以「A」、「B」稱呼）。雖然沒有年記和署名，但被認為是由河野家當主所作成的文書。內容上兩通皆相同，傳達勝藏和他的部下綱五郎潛伏在與勝藏結盟的駿河宮島年藏（重太郎）處的情況。兩通和紙都使用小尺寸的粗劣紙張，這被認為是為了記載秘密事項的目的。
根據兩份文書，勝藏和綱五郎在年不詳的8月左右訪問宮島，綱五郎的親戚上黑駒村的友吉也隨行。
二通的文件內容幾乎相同，但A文件更詳細地記錄情況，並在末尾註明是由友吉的妻子所述。因此，A文件被認為並非寫給特定人物，而是以備忘錄的形式存在。另一方面，B文件的內容則較為簡略，只記載潛伏地點的情報提供者。
此外，這兩份文件中均記載「上黑駒村新宿 又次郎」的名字。又次郎這位人物曾在元治元年（1864年）被提及於『官武通紀』，當時曾流傳勝藏計劃奪取甲府城的謠言，而又次郎則被記載為上黑駒村的百姓，被認為是勝藏的協力者。基於這些事實，髙橋修指出，黑駒勝藏之所以能在各地出沒，與清水次郎長展開抗爭，並在明治維新時期與浪人建立深厚關係，最終加入赤報隊，其背後的背景正是因為像「又次郎」這樣的村民在地方上提供大量支援。
在『黑駒勝藏對清水次郎長』展覽所進行的調查中，也從同屬「河野家資料」中發現關於與勝藏敵對的國分村人物的國分三藏的全新史料。過去，國分三藏自元治元年（1864年）遭受勝藏襲擊後便被認為失去消息，但根據「河野家資料」顯示，三藏在慶應3年（1867年）時，曾擔任石和代官領的一之宮村與田安家的中尾村間紛爭的仲裁人。一之宮村方面是由居住於同為石和代官領的夏目原村、並擔任郡中總代的河野家當主負責提出仲裁請求；而中尾村方面則是由具備田安家目明身份的三藏出面進行仲裁，以期解決爭端。由於此原因，河野家當主與三藏之間呈現對立關係。至於這場紛爭的最終結果，由於史料有限，目前仍不清楚。
黑駒勝藏與國分三藏自文久元年（1861年）左右起便展開激烈的抗爭。而根據新出史料的發現，在村落間的紛爭中，三藏與河野家當主存在敵對關係，而勝藏則與河野家加深交流。由此可見，博徒間的衝突其實是與地方社會中村落之間的紛爭相互連動並一同發展的。

## 有關描寫勝藏的作品
在同一時代描寫勝藏的文學作品中，有一本由甲斐地區書商「甲西八瀧板」出版的『甲州黑駒勝藏評判くどき』。該作品記錄勝藏投奔岐阜的水野彌太郎、改名為池田勝馬，並加入官軍的過程。有關「甲西八瀧板」的詳細情況尚不明，但據推測，此書商曾出版如記述慶應2年（1866年）所發水災的『新版出水くどき』等作品，並被認為是設立於與富士川舟運相關、即今日南阿爾卑斯市一帶的書商。
近代描寫勝藏的正式評傳中，最具代表性的是堀內良平於1943年（昭和18年）由「軍事界社」出版的『勤王俠客 黑駒勝藏』（又稱『勝藏傳』）。堀內與勝藏同為上黑駒村出身，曾擔任山梨縣議會議員及眾議院議員，並創辦富士山麓電氣鐵道（即今日的富士急行），是一位實業家。堀內在撰寫『勝藏傳』時進行當地的訪談調查，因此書中記載許多現今已難以取得的珍貴資訊。而在此之前的1924年（大正13年），『都新聞』曾連載松田竹之嶋人所著『黑駒的勝藏』，該作品的出版據說是堀內良平主動向松田提出請求，並提供相關資料所促成的。
此外，有一部描寫勝藏的小説作品為子母澤寬的『富嶽二景－次郎長與勝藏』。子母澤寬曾在撰寫『勝藏傳』時，陪同堀內良平參與調查工作。此作品以勝藏為主角，以富士山為中心，對比描繪他與清水次郎長之間的對峙。該小說自1965年（昭和40年）4月25日至同年10月15日，於『讀賣新聞』連載共172回。原標題為『次郎長與勝藏』，單行本由東京文藝春秋新社出版。
戰後，結城昌治創作小說『處以斬刑-甲州遊俠傳-（斬に処す-甲州遊侠伝-）』，於1971年（昭和46年）自『週刊朝日藝能』55月6日號起至12月21日號連載。這部作品打破傳統上『善人清水次郎長、惡人黑駒勝藏』的定型觀點。1972年（昭和47年）1月由德間書店出版成單行本，1978年（昭和53年）由角川書店推出「角川文庫」版本，2000年（平成12年）則由小學館出版「小學館文庫」版本。

### 其他關連作品
- 在描寫安五郎年輕時的電視劇『甲州遊俠傳 俺是吃安（甲州遊侠伝 俺はども安）』中，黑駒勝藏以手下身分登場。
- 由萩原健一主演的電視劇『風中的那個人』（1973年）則是一部以勝藏視角描寫的「異色作」（原作為前述的『富嶽二景-次郎長與勝藏-』(子母澤寛・作)）。
- 今川德三（日语：今川徳三）『萬延水滸傳』－描寫吃安在獄中死亡以及勝藏為他復仇的情節。
- 電視劇『龍馬來啦！』（1996年）中，勝藏被描繪為坂本龍馬的熟人，第6集中與次郎長一家對峙，並在龍馬等人協助下化解衝突（此劇風格偏向喜劇，與浪曲或小說中的勝藏形象完全不同）。勝藏由演員相島一之飾演。
- 本宮宏志『幕末紅蓮隊』－以「黑駒村的勝藏」之名登場，其中也涉及赤報隊相關情節。
- 愛川欽也導演、改編、主演的電影《黑駒勝藏 被明治維新欺騙的男人》（2011年）。
- 木內一裕（日语：きうちかずひろ）『喧嘩猿』（講談社、2013年） ISBN 978-4-06-218435-9

### 飾演黑駒勝藏的演員
- 清水次郎長（1971年、富士電視台） - 露口茂
- 風中的那個人（1973年 - 1974年、TBS電視台） - 萩原健一
- 時代劇Special清水次郎長系列（1981年 - 1983年、富士電視台） - 名和宏
- 次郎長三國志東海道的暴坊（日语：次郎長三国志東海道の暴れん坊）（1988年、朝日電視台） - 中村嘉葎雄
- 次郎長三國志（1991年、東京電視台） - 山城新伍
- 清水次郎長物語（1995年、富士電視台） - 石橋蓮司
- 次郎長三國志 二十八人眾喧嘩旅（1998年、朝日電視台） - 石立鐵男
- 次郎長三國志（2000年、東京電視台） - 風間杜夫
- 次郎長 清水的次郎長維新傳（2010年、東京電視台） - 佐野史郎